# Ernst Koch (Theologe)

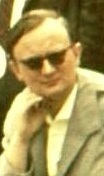
Porträt Ernst Koch, 1969

Ernst Koch (* 17. Dezember 1930 in Nieder Langenau (Dłużyna Dolna) bei Görlitz) ist ein deutscher lutherischer Theologe.

## Leben
Koch, ein Sohn des Superintendenten Hans Koch, legte 1949 das Abitur in Görlitz ab und studierte anschließend bis 1954 Theologie an der Universität Halle-Wittenberg und an der Universität Leipzig. 1956/57 verbrachte er ein Studienjahr an der Universität Zürich. In Leipzig wurde er 1960 über das Thema Die Theologie der Confessio Helvetica posterior bei Ernst Sommerlath promoviert. 1959 wurde er in Eisenach in das geistliche Amt der Evangelisch-Lutherischen Kirche in Thüringen ordiniert. Ab 1959 arbeitete er als Studieninspektor am Ursula-Cotta-Heim, einem kirchlichen Schülerheim in Eisenach, ab 1961 als Pfarrstellenverwalter bzw. Pfarrer in Körner (bei Mühlhausen/Thüringen). Von 1969 bis 1976 leitete er als Rektor das Predigerseminar in Eisenach. Ab 1976 war er Dozent (mit Schwerpunkt auf Kirchengeschichte und Philosophie) am Theologischen Seminar Leipzig, dessen Rektor er von 1982 bis 1984 war. 1991 erfolgte die Habilitation über Studien zu Theologie und Frömmigkeit in Spätreformation und Frühorthodoxie an der Kirchlichen Hochschule in Naumburg. Mit der Auflösung des Theologischen Seminars 1992 wurde er Rektor der Ausbildungsstätte für die Aus- und Weiterbildung der thüringischen Pfarrvikare in Reinhardsbrunn. 1995 schied er aus dem Dienst aus.
Seit 2000 ist er Honorarprofessor an der Theologischen Fakultät der Friedrich-Schiller-Universität in Jena. Bis 2017 lehrte er als Gastdozent an der Lutherischen Theologischen Hochschule Oberursel. Im Jahr 2003 erhielt er den Hermann-Sasse-Preis der Selbständigen Evangelisch-Lutherischen Kirche (SELK). 2005 ehrte ihn das Concordia Seminary in St. Louis, Missouri mit der Verleihung der Ehrendoktorwürde. Er ist Mitglied der Historischen Kommission für Thüringen und seit 2001 Ehrenvorsitzender der Gesellschaft für Thüringische Kirchengeschichte e. V.
Ernst Koch ist verheiratet mit Anna-Margarethe Koch und hat sechs Töchter.
Koch hat sich in seinen Arbeiten zunächst mit Heinrich Bullinger auseinandergesetzt. Darüber hinaus erforschte er die Theologie und Frömmigkeit des Luthertums und legte dazu zahlreiche Aufsätze vor, die sich zum Beispiel mit Lesegewohnheiten von Pfarrern, einzelnen Theologen (z. B. Johann Agricola), der Auslegung und Wirkung der Bibel (Hohelied) oder Johann Sebastian Bach beschäftigen. Darüber hinaus kennt er sich hervorragend in der Thüringischen Kirchengeschichte aus. Im Jahr 2000 erschien in Leipzig seine Monographie über Das konfessionelle Zeitalter – Katholizismus, Luthertum, Calvinismus (1563–1675).

## Veröffentlichungen (Auswahl)
- Die Theologie der Confessio Helvetica Posterior (= Beiträge zur Geschichte und Lehre der reformierten Kirche. Band 27). Neukirchener Verlag des Erziehungsvereins, Neukirchen-Vluyn 1968, DNB 457243015 (455 S.; als Dissertation, Theologische Fakultät, Universität Leipzig, Leipzig 1962, DNB 481168362).
- Thüringer Wege im „Dritten Reich“. In: Thüringer Gratwanderungen. Beiträge zur fünfundsiebzigjährigen Geschichte der evangelischen Landeskirche Thüringens (= Herbergen der Christenheit. Sonderband 3). Hrsg. von Thomas A. Seidel im Auftrag der Evangelischen Akademie Thüringen und der Gesellschaft für Thüringische Kirchengeschichte e. V. Bearb. von Dietmar Wiegand. Leipzig 1998, ISBN 3-374-01699-5, S. 80–93.
- Das konfessionelle Zeitalter – Katholizismus, Luthertum, Calvinismus (1563–1675) (= Kirchengeschichte in Einzeldarstellungen. Band II/8). Evangelische Verlagsanstalt, Leipzig 2000, ISBN 3-374-01719-3.
- Studien zur Theologie- und Frömmigkeitsgeschichte des Luthertums im 16. bis 18. Jahrhundert (= Texte und Studien zum Protestantismus des 16. bis 18. Jahrhunderts. Band 3). Hrsg. von Matthias Richter und Johann Anselm Steiger. Spenner, Waltrop 2005, ISBN 3-89991-047-8.
- „Mit Gottes und der Landesfürsten Hülf.“ Die Reformation in der Residenzstadt Gotha und ihrer Umgebung (= Beiträge zur Reformationsgeschichte in Thüringen. Band 1). Vopelius, Jena 2015, ISBN 978-3-939718-75-8.
- Musik der Menschen und Musik der Engel. Frömmigkeitsgeschichtliche Beiträge zur lutherischen Musikkultur. Hrsg. von Stefan Michel und Johannes Schilling. Evangelische Verlagsanstalt, Leipzig 2021, ISBN 978-3-374-06797-8.

## Fernsehdokumentation
- Peter Grimm, Frank Wolfgang Sonntag: Der Einfluss des Theologischen Seminars Leipzig auf die Bürgerrechtsbewegung der DDR im Magazin FAKT der ARD vom 7. Oktober 2014, 21:45 Uhr (6:35 Min.).